# 懷特霍爾 (阿肯色州)
懷特霍爾（英語：White Hall）是一個位於美國阿肯色州傑佛遜縣的城市。

## 地理
懷特霍爾的座標為34°16′26″N 92°05′28″W / 34.27389°N 92.09111°W，而該地的平均海拔高度為85米（即279英尺）。

## 人口
根據2020年美國人口普查的數據，懷特霍爾的面積為18.51平方千米，當中陸地面積為18.30平方千米，而水域面積為0.21平方千米。當地共有人口5581人，而人口密度為每平方千米301人。